# Launaea quercifolia
Launaea quercifolia là một loài thực vật có hoa trong họ Cúc. Loài này được (Desf.) Pamp. mô tả khoa học đầu tiên năm 1914.